# Stenothoe dollfusi
Stenothoe dollfusi is een vlokreeftensoort uit de familie van de Stenothoidae. De wetenschappelijke naam van de soort is voor het eerst geldig gepubliceerd in 1887 door Chevreux.